# التغيير من أجل الحياة

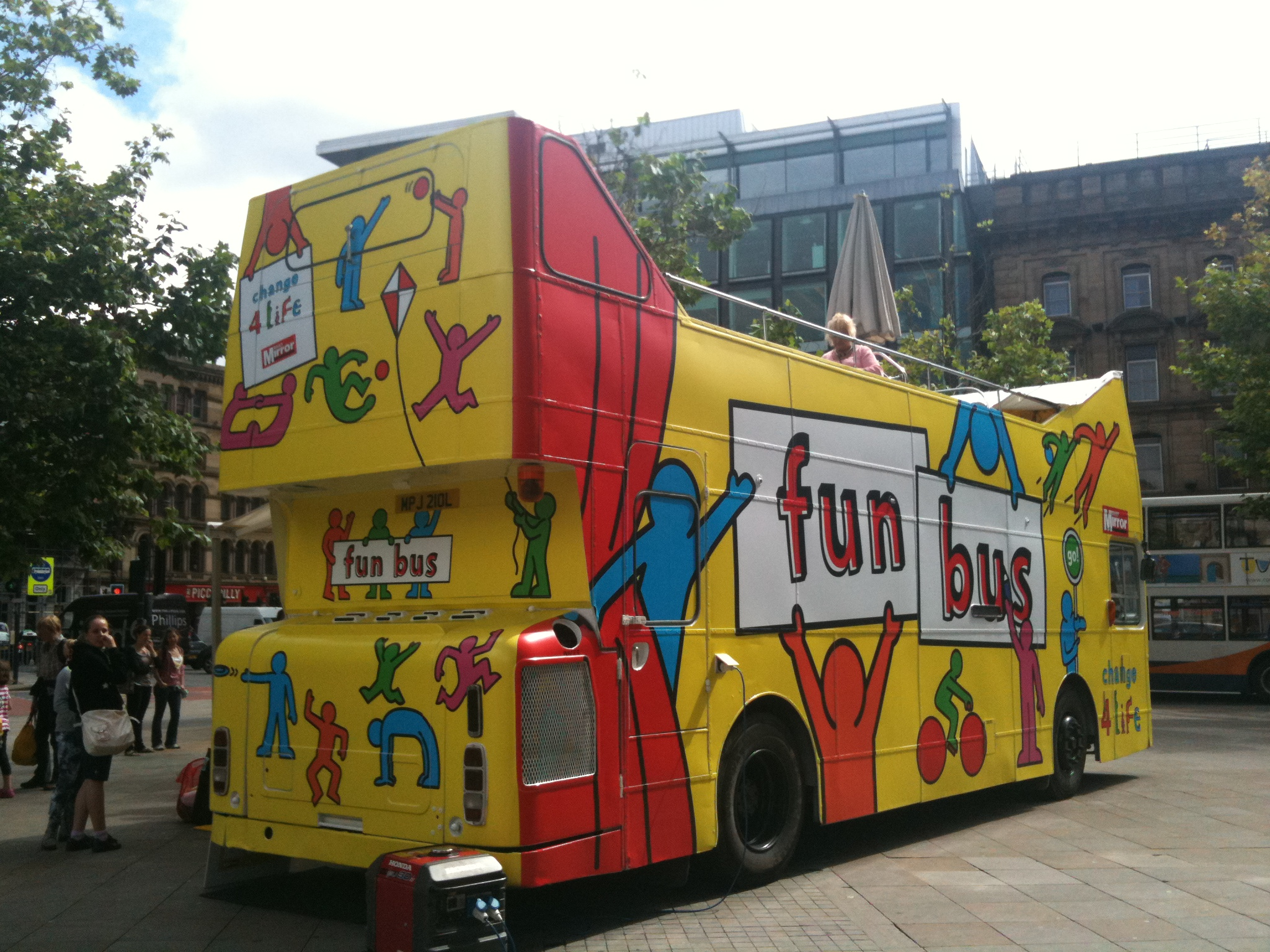
الحافلة الترفيهية لبرنامج التغيير من أجل الحياة في لندن خارج حدائق بيكاديللي

التغيير من أجل الحياة، (بالأنجليزية: Change.4Life): هو برنامج الصحة العامة، في إنجلترا الذي بدأ في يناير 2009، تديره وزارة الصحة، كأول حملة وطنية للتسويق الاجتماعي في البلاد، لمعالجة أسباب السمنة.

## هدف البرنامج
يهدف برنامج «التغيير من أجل الحياة»، إلى مساعدة العائلات، والأشخاص البالغين، في منتصف العمر، على إجراء تحسينات صغيرة، ومستدامة، ولكنها مهمة لنظامهم الغذائي، ومستويات نشاطهم، واستهلاكهم للكحول. ويستخدم هذا البرنامج «شعار»: (تناول الطعام بشكل جيد، تحرك أكثر، عش حياة أطول).

## سلوكيات الصحة
يشجع برنامج «التغيير من أجل الحياة»، الناس على تبني ستة سلوكيات صحية:
- اقتراحات لطرق تناول 5 أجزاء من الفاكهة والخضار[5] الموصى بها كل يوم
- راقب الملح [6] - نصيحة حول تقليل كمية الملح التي تؤكل كل يوم، مع الاحتفاظ بها بشكل مثالي إلى أقل من 6 جرام للبالغين
- خفض الدهون [7] - معلومات عن الدهون (في الغالب المشبعة) الموجودة في الأطعمة وطرق الحد من هذا
- استبدال السكر [8]- معلومات عن السكر الموجود في الأطعمة والاقتراحات لبدائل صحية
- اختر كميات أقل من المشروبات الكحولية [9]- طرق للبالغين ليخفضون استهلاك الكحول إلى الإرشادات الحكومية الأقل خطورة
- استعد كل يوم [10]- لماذا من المهم أن يكون لديك أسلوب حياة نشط وطرق للكبار والأطفال للقيام بذلك بثمن رخيص وبسهولة

يحتوي Change4Life أيضًا على ست علامات تجارية فرعية تساعد الوسطاء على الترويج لمشكلة واحدة إما مع الطعام أو التركيز على النشاط.
وتدعم هذة الحملة كبرى شركات الغذاء والمشروبات مثل شركة تيسكو (تيسكو) ويونيليفير (يونيليفر)، وكذلك المجموعات الصحية والرياضية مثل جمعية رامبليرز (Ramblers Association) ومؤسسة القلب البريطانية (British Heart Foundation).

## نهج التسويق
تتبنى Change4Life نهجًا تسويقيًا متكاملاً وتستخدم مجموعة متنوعة من قنوات التسويق بما في ذلك التلفزيون والراديو والوسائط الرقمية والاجتماعية والعلاقات العامة والتسويق المباشر. وتستخدم إعلانات تلفزيونية متحركة بواسطة أردمن أنيمشنز. تقود M & C Saatchi الجوانب الإبداعية للحملة مع مدخلات إضافية من مجموعة من الوكالات الأخرى التي تقدم خدمات العلاقات العامة والرقمية والتخطيط والبيانات.

## الحملة الإعلانية
كانت الحملة الإعلانية للبرنامج، على القناة الرابعة. وكان برنامج «التغيير من أجل الحياة»، راعيا لـعائلة سيمبسون.

## الداعمين المحليين
بالإضافة إلى التسويق الاستهلاكي، يتعامل برنامج «التغيير من أجل الحياة»، مع الوسطاء على المستوى المحلي، بما في ذلك المدارس، منظمات NHS، السلطات المحلية وغيرها. بحيث يستطيع هؤلاء المؤيدون المحليون التفاعل مع جمهور الحملة، بطرق مختلفة، وفي سياقات مختلفة مع النهج المركزي لـ (Change4Life). يتم توفير الموارد المجانية، بما في ذلك الملصقات، والمنشورات للداعمين المحليين، لتمكينهم من القيام بذلك على نحو فعال.

## نوادي Change4Life الرياضية
نوادي Change4Life الرياضية تم تصميمها من قبل Change4Life في عام 2011 لزيادة مستويات النشاط البدني لدى الأطفال الأقل نشاطًا في المدارس الابتدائية والثانوية من خلال:
- استخدام مواضيع رياضية متعددة (أساسية) أو رياضات مدرسية بديلة (ثانوية)
- استخدام إلهام الألعاب الأولمبية وأولمبياد المعاقين
- الاستجابة لما يريده الأطفال
- إنشاء عادة المشاركة المنتظمة
- تطوير شعور حقيقي بالانتماء
- تغيير السلوكيات المتعلقة بالنتائج الصحية الرئيسية (بما في ذلك الأكل الصحي والنشاط البدني والصحة العاطفية)

يتم تمويل برنامج الأندية الرياضية Change4Life من قبل وزارة الصحة وتديره يوث سبورت ترست.

## ابدأ 4 الحياة
Start4Life هي علامة تجارية شقيقة لـ Change4Life. ويهدف في المقام الأول إلى النساء الحوامل والأمهات الجدد. يشجع على نمط حياة صحي أثناء الحمل (النشاط، الأكل الصحي، تناول المكملات الغذائية، الإقلاع عن التدخين، وتجنب الكحول) بالإضافة إلى بداية صحية للأطفال الجدد (الرضاعة الطبيعية، إدخال الأطعمة الصلبة، تجنب الأطعمة السكرية، والنشاط).
كما أنها تشجع الآباء، من الأصدقاء وأفراد العائلة لدعم النساء الحوامل والأمهات الجدد في اتخاذ خيارات نمط حياة صحي. تتوفر منشورات وملصقات مجانية للعاملين في الرعاية الصحية لمساعدتهم على تشجيع مرضاهم على اتخاذ خيارات نمط حياة صحي.

## علامات تجارية
يغطي «برنامج التغيير من أجل الحياة» ثمانية مجالات لتغيير السلوك:
- استعادة النشاط
- 60 دقيقة من الحركة والنشاط
- 5 أصناف من الفواكه والخضار يومياً
- وقت الوجبة
- تَفقّد الوجبات الخفيفة
- وجبات متناسبة وعمر الشخص
- التقليل من الدهون
- تبديل السكر

تم ترتيب «برنامج التغيير من أجل الحياة»، إلى عدد من العلامات التجارية الفرعية، التي تروج لقضية واحدة، من خلال التركيز على النشاط أو الغذاء: 
- الطبخ يروج له من خلال: «الطبخ من أجل الحياة» (cook4life).
- والسباحة يروج لها من خلال: «السباحة من أجل الحياة» (swim4life).. ويضم هذا البرنامج سبع علامات تجارية فرعية (الدراجة، والفطور، والطبخ، والرقص، واللعب، والسباحة، والمشي).

### البداية من أجل الحياة
البداية من أجل الحياة (Start4Life): قسم فرعي لبرنامج «التغيير من أجل الحياة» يعنى بالأطفال، ويركز على أهمية اتباع نظام غذائي خلال فترة الرضاعة والفطام.

### نشاط أكثر من أجل الحياة
نشاط أكثر من أجل الحياة (MoreActive4Life): قسم فرعي آخر لبرنامج «التغيير من أجل الحياة»، يشجع الناس على إدخال النشاط البدني وممارسته في جميع جوانب حياتهم. وطورت جمعية صناعة اللياقة (Fitness Industry Association) هذة المبادرة التي أطلقت في يونيو لعام 2009.